# Ro-113
Ro-113 — підводний човен Імперського флоту Японії, який брав участь у Другій світовій війні.
Ro-113 спорудили на верфі компанії Kawasaki в Кобе. 9 листопада 1943-го під час тренувань у Внутрішньому Японському морі човен зачепив лінкор «Ямасіро», проте пошкодження виявились незначними.
У січні 1944-го корабель включили до 30-ї дивізії підводних човнів, що вела бойові дії в Південно-Східній Азії. Втім, цього разу Ro-113 так і не встиг потрапити в зазначений регіон і спершу певний час залучався до протичовнової оборони в районі островів Рюкю, а потім був переведений до 51-ї дивізії підводних човнів, яка діяла у Океанії.
21—29 травня 1944-го корабель пройшов на Сайпан (Маріанські острови), а невдовзі вирушив на атол Трук у центральній частині Каролінських островів (тут ще до війни створили головну базу японського ВМФ у Океанії, проте в лютому 1944-го вона була розгромлена внаслідок потужного рейду авіаносного з'єднання і тепер перебувала у блокаді та використовувалась передусім підводними човнами). 8 червня Ro-113 вийшов з бази для бойового патрулювання між Труком та островом Нова Ірландія, проте невдовзі дістав наказ рухатись у район північніше від острова Гуам, оскільки розпочиналась атака союзників на Маріанські острови, які японське командування вважало частиною головного захисного периметра імперії. Втім, Ro-113 не вдалось досягнути тут якогось успіху і 27 червня він повернувся на Трук.
10—17 липня 1944-го човен пройшов з Труку до Сасебо, а наступного місяця після розформування 51-ї дивізії був переданий до 8-ї ескадри підводних човнів, що діяла в Південно-Східній Азії. Тепер Ro-113 все-таки потрапив до цього регіону, коли 7—27 вересня перейшов до Пенангу (база японських підводних човнів на західному узбережжі півострова Малакка).
25 жовтня 1944-го човен вирушив на бойове патрулювання до Бенгальської затоки. 6 листопада дещо менш ніж за три сотні кілометрів на південний схід від Мадрасу Ro-113 торпедував і потопив британське судно (це стало останнім успіхом японських підводних човнів у Індійському океані). 13 листопада човен повернувся до Пенангу, а 28 листопада вирушив у ще один похід до Бенгальської затоки. Цього разу човен двічі невдало атакував транспорти, а 28 грудня неподалік від Пенангу сам став ціллю для британської субмарини HMS Thule. Остання випустила шість торпед, проте всі вони вибухнули передчасно.
20 січня 1945-го Ro-113 вийшов із Сінгапура, щоб діяти біля західного узбережжя філіппінського острова Лусон, на якому кілька тижнів тому висадився ворожий десант. 4 лютого Ro-113 та ще три інші японські субмарини дістали наказ евакуювати групу пілотів з північного завершення острова Лусон. Спершу 7 лютого Ro-113 зайшов у Такао (наразі Гаосюн на Тайвані), щоб вивантажити запасні торпеди та снаряди для палубної гармати, а 9 лютого рушив до Лусону. У перші години 13 лютого в Лусонській протоці поблизу острова Калаян американський підводний човен «Батфіш» виявив радаром ціль на дистанції близько 10 км. Після зближення менш ніж до 7 км виявлений човен занурився. Втім, за пів години Ro-113 знову сплив на поверхню та потрапив на радар американського човна, з яким їх розділяло тепер 9 км. Після півторагодинного переслідування «Батфіш», який на той час занурився на глибину, що давала можливість користуватись радаром, дав залп трьома торпедами. Вже перша з них влучила в ціль та потопила Ro-113, який загинув разом з усім екіпажем із 59 осіб. Можливо також відзначити, що дещо більш ніж за добу перед тим все той же «Батфіш» потопив підводний човен Ro-112.

## Бойовий рахунок
| Дата       | Назва         | Тип      | Тоннаж | Місце           |
| 06.11.1944 | Marion Moller | вантажне | 3827   | 10°40'N 81°10'E |